# Asphalt Tango
Pour plus de détails, voir Fiche technique et Distribution.
Asphalt Tango (Asfalt Tango) est une comédie de mœurs franco-roumaine réalisée par Nae Caranfil et sortie en 1996.
Les rôles principaux sont tenus par les acteurs Mircea Diaconu et Charlotte Rampling. Nae Caranfil a déclaré à propos du film : « Mon ambition était... de faire une farce, une comédie aussi proche que possible du niveau d'excellence et de virtuosité de films américains tels que Certains l'aiment chaud (1959) de Billy Wilder ».

## Synopsis
À l'époque troublée des années 1990, où la Roumanie se caractérisait par des grèves spontanées, des échanges de devises à chaque coin de rue et le rêve de chacun de devenir mécène, onze filles (Dora, Felicia, Grațiela, Valentina...), toutes plus belles les unes que les autres, partent en bus vers le mirage d'une vie d'artiste à Paris. Elles sont accompagnées d'un agent local douteux (Florin Călinescu), d'un chauffeur sans scrupules (Constantin Cotimanis) et d'une Française, Marion (Charlotte Rampling), qui porte un regard cynique sur la dure loi du monde du spectacle. L'inattendu se présente sous la forme du mari de Dora, Andrei (Mircea Diaconu), qui ne peut accepter l'idée qu'il a été largué et se lance dans une course-poursuite, pimentée de vols de voitures, d'attaques à main armée et d'enlèvements.
Dora devient rapidement la favorite de Marion, toujours activement recherchée par Andrei qui n'est pas près de lâcher sa proie. Avec cynisme, assurance et détermination, l'étrangère s'interpose entre mari et femme. Tous les coups sont permis, y compris la séduction. Avec le désespoir d'un amoureux, Andrei enfreint la loi : vol de voiture, troubles à l'ordre public, agression physique, prise d'otages... Comment expliquer à la police qu'après tout, il ne fait que défendre l'institution sacrée du mariage ?

## Fiche technique
- Titre français : Asphalt Tango[2]
- Titre original : Asfalt Tango[3]
- Réalisateur : Nae Caranfil
- Scénario : Nae Caranfil, Stephane Levine
- Photographie : Cristian Comeaga
- Montage : Mircea Ciocâltei (ro)
- Musique : Anton Șuteu (ro), Nae Caranfil, Reinhardt Wagner
- Décors : Cristian Niculescu
- Production : Marc Ruscart, Christian Comeaga
- Société de production : Les Films du Rivage (Paris), Domino Film (Bucarest), France 3 Cinéma
- Pays de production :  Roumanie -  France
- Langue de tournage : roumain
- Format : Couleur - 1,85:1 - Son stéréo - 35 mm
- Genre : Comédie de mœurs
- Durée : 94 minutes
- Date de sortie :	
  - France : 13 novembre 1996

## Distribution
- Charlotte Rampling - Marion
- Mircea Diaconu - Andrei
- Florin Călinescu (ro) - Gigi
- Constantin Cotimanis (ro) - Le chauffeur